# Alcabala
L’alcabala ou alcavala, francisé sous la forme « alcavale » par Victor Hugo, est un impôt indirect du royaume de Castille prélevé au profit du trésor royal. Créée au XIVe siècle, cette taxe présente la particularité de fournir à la monarchie espagnole l’essentiel de ses recettes fiscales à la fin du Moyen Âge.
L’alcabala, dont le nom a conservé l’enclise de l’article arabe al, désigne à l’origine un impôt local (al-qabala) levé dans les municipalités d’al-Andalus . Récupéré par la fiscalité monarchique castillane, cet impôt est concédé par les assemblées d’État (Cortes) à la demande d’Alphonse XI de Castille en 1342, officiellement pour une durée limitée à trois ans, afin de mener la guerre de reconquête. Dans les années qui suivent, cette taxe sur les transactions représentant environ 10 % de leur montant finit par être transformée en impôt permanent pesant sur tous les sujets du royaume de Castille. Bien qu’il s’agisse d’un impôt universel, certains groupes sociaux ont bénéficié d’une politique d’exception : l’alcabala ne touche pas les membres du clergé, pas plus que certaines villes bénéficiant d’exemptions royales, soit dans la perspective du développement des échanges commerciaux, soit en lien avec les nécessités de la guerre et l’entreprise de « repeuplement » de territoires.
Sous les Trastamares, la perception de cet impôt, comme beaucoup d'autres, a basculé du domaine royal (hacienda real) au domaine seigneurial (señoríos). La royauté a délégué la collecte des alcabalas d’abord aux nobles, dès le milieu du XVe siècle, puis aux municipalités, à travers la pratique de l’encabezamiento (montant fixe), à charge pour ces dernières de répartir l’impôt entre les contribuables. Pour des historiens comme María Asenjo González, cette innovation dans la politique fiscale participe d’une stratégie de la Couronne de Castille visant à associer de plus larges secteurs des élites urbaines à la gestion de la fiscalité du royaume, ceci afin d'endiguer l'agitation nobiliaire et municipale.
Entre 1743 et 1750, le marquis de la Ensenada tenta de supprimer l’alcabala au profit d’un impôt sur les revenus fondé sur la valeur des terres. La cadastration nécessaire resta cependant limitée à la Catalogne.